# Mal radical
Le mal radical (en allemand : das radikal Böse) est une expression utilisée par Emmanuel Kant, principalement dans La Religion dans les limites de la simple raison (1793). Par ce concept, reprenant le terme biblique radix malorum, Kant entend définir la propension naturelle de l’homme à désobéir à la loi morale. Selon Kant, la difficulté des êtres humains à observer la loi morale révèle une nature ou une attitude (Gesinnung) altérée par une inclination vers le mal, qui se traduit par le primat de l'intérêt personnel au détriment de la moralité. Ainsi, le mal radical désigne la maxime (c’est-à-dire le principe d’après lequel le sujet agit) de substituer des désirs égoïstes à la loi morale, en privilégiant ce que demande la sensibilité à ce qu’exige la raison. Compte tenu de l’optimisme général de ses contemporains à l’égard de la nature humaine, la thèse défendue par Kant fut âcrement accueillie en ce qu’elle apparaît comme une solution de continuité avec les idées soutenues dans les ouvrages plus célèbres que sont les Fondements de la métaphysique des mœurs (1785) ou la Critique de la raison pratique (1788),.

## Concept
L’analyse du concept de mal radical est conduite dans la première partie de La Religion dans les limites de la simple raison, intitulée « De la coexistence du mauvais principe avec le bon, ou du mal radical dans la nature humaine ». Dans cette partie, Kant médite sur une forme particulière d’utilisation de la liberté par laquelle l’homme choisit de nier la loi morale au profit de la satisfaction de ses désirs. Il qualifie cette utilisation de « mal radical » car il trouve sa racine dans la volonté humaine et découle uniquement du libre arbitre du sujet. En d'autres termes, le choix du mal se manifeste par une inversion systématique de l'ordre moral des intentions (ce que Kant appelle les « maximes ») : au lieu de soumettre les désirs sensibles à la loi morale, le sujet place la loi morale au service de ses désirs. Par conséquent, le mal radical désigne un exercice concret de la liberté qui semble remettre en question même la destination morale de l'homme. L'existence du mal à la base de nos maximes est d'autant plus préoccupante selon Kant, du fait qu’elle concerne l'ensemble de l'espèce humaine, ce qui justifie l'utilisation du terme de « penchant au mal » pour décrire une tentation permanente et universelle de nier l'universalité de la raison pratique. En effet, bien qu’il ne puisse se soustraire à l’impératif catégorique de la loi morale qui ne cesse de s’imposer à sa conscience, l’homme admet cependant dans la maxime de son action la possibilité de s’écarter occasionnellement de la loi morale.
Lorsque Kant fait référence à un « penchant au mal », il ne suggère nullement que la nature fondamentale de l'homme serait intrinsèquement mauvaise.
Kant identifie trois dispositions naturelles qui incitent l'homme à tendre vers le bien :
- Une disposition à l’animalité, caractérisée par l’instinct de préservation de soi, l’instinct sexuel et l’instinct grégaire.

- Une disposition à l’humanité, qui se manifeste par une tendance à développer les capacités propres à sa nature, contribuant ainsi à l'épanouissement de la civilisation. Cette disposition met en avant notre potentiel à devenir des êtres moralement évolués.

- Une disposition à la personnalité, qui souligne l'importance de notre autonomie et de notre libre arbitre dans le processus moral. Cette disposition nous permet de prendre des décisions éclairées et de nous engager activement dans la réalisation de la moralité.

Si les individus peuvent être nantis d’une volonté généralement bonne, ils sont néanmoins en proie à des penchants qui les empêchent de toujours agir conformément à la loi morale selon une intention pure. Kant distingue le penchant (propensio) de la disposition (Anlage). Le penchant n’est pas attaché nécessairement au caractère moral de l’espèce humaine ; la disposition, quant à elle, est constitutive de la nature morale de l’homme. En ce sens, le penchant au mal peut être pensé comme un penchant naturel présent en tout homme, bien que ce penchant ne soit attaché à l’espèce humaine que de manière contingente. C’est en ce sens que Kant écrit :

« La méchanceté (Bösartigkeit) de la nature humaine n'est donc pas une véritable méchanceté (Bosheit), si l'on prend ce mot dans sa signification rigoureuse où il désigne une intention (principe subjectif des maximes) d'accepter le mal comme tel pour mobile dans sa maxime (car cette intention est diabolique) ; on doit plutôt dire qu'elle est une perversité du cœur, et ce cœur est aussi, par voie de conséquence, nommé un mauvais cœur. Cette perversité peut coexister avec une volonté généralement bonne ; elle provient de la fragilité de la nature humaine, qui n'est pas assez forte pour mettre en pratique les principes qu'elle a faits siens, jointe à l'impureté qui l'empêche de séparer les uns d'avec les autres, d'après une règle morale, les mobiles (même des actes où la fin que l'on vise est bonne), et qui, par suite, tout au plus, lui fait seulement regarder si ces actions sont conformes à la loi, et non si elles en découlent, c'est-à-dire si elles l'ont pour unique mobile. Sans doute, il n'en résulte pas toujours d'action contraire à la loi, ni de penchant à en commettre, penchant que l'on nomme le vice ; mais c'est à tort que l'on verrait dans la seule absence du vice la preuve de la conformité de l'intention avec la loi du devoir (l'équivalent de la vertu), (puisque, en pareil cas, l'attention ne se porte pas sur les mobiles dans la maxime, mais seulement sur l'accomplissement littéral de la loi) ; cette manière de penser doit déjà elle-même être appelée une perversité radicale du cœur humain. »

— Emmanuel Kant, La Religion dans les limites de la simple raison
Le penchant au mal est alors radical en ce qu’il corrompt la volonté à sa racine. Kant affirme en outre son universalité et son caractère inné : « Qu’un penchant pervers de ce genre doive être enraciné dans l’homme, c’est là un fait dont nous pouvons nous épargner de donner une preuve formelle, étant donnée la foule d’exemples parlants que l’expérience des actions humaines nous présente. » Le mal radical peut ainsi être compris comme une insociable sociabilité qui se manifeste dans les interactions entre agents moraux. En vertu de sa disposition à l'humanité, l’homme a tendance à se comparer et à rivaliser avec les autres, ce qui conduit à son exemption de la loi morale en traitant les autres comme des moyens pour ses propres fins. Cette insociable sociabilité découle de la compagnie d'autres êtres humains qui se corrompent mutuellement leurs prédispositions morales. Par conséquent, la vie en communauté sert de terrain propice au mal radical.

## Les trois degrés du mal radical
Kant distingue trois degrés dans ce penchant au mal :
• la fragilité (fragilitas) ou faiblesse, exprimée par la parole de saint Paul déplorant que la volonté du bien ne soit pas suffisante pour le réaliser : « Ce que je veux, je ne le fais pas ; ce que je ne veux pas, je le fais. ». L’agent moral se trouve ainsi tiré à hue et à dia entre plusieurs maximes moralement contraires. Suivant cette dynamique, Kant met en lumière que les motifs rationnels sont plus faibles que les mobiles sensibles ; l’homme a naturellement tendance à agir en adoptant dans la maxime de son vouloir le motif qui est le plus fort. Il cède donc à la séduction du mobile sensible. Cette tension n’est pas sans rappeler le concept d'acrasie, dont l’essence est souvent formulée par la célèbre citation : « Je vois le bien, je l’approuve, et je fais le mal. » — Ovide, Métamorphoses.
• l’impureté (impuritas, improbitas) consistant à mêler dans la maxime de son vouloir des mobiles sensibles au respect de la loi. Par exemple, un commerçant honnête pourrait agir ainsi par souci de préserver ses intérêts, tandis qu'une personne bienveillante le ferait par pitié ou par crainte des conséquences de sa malveillance. Ces individus n'agissent pas par respect pour la loi morale, mais pour d'autres motifs. Leur conduite a une légalité ; cependant elle n’a pas de moralité même si l’action est extérieurement conforme à la loi. Cette espèce de penchant rejoint le concept d’impératif hypothétique ; cette dernière n’ayant aucune dimension morale puisqu’elle subordonne la loi morale à une fin souhaitée.
• la perversité ou méchanceté (vitiositas, pravilos, perversitas), qui se manifeste par la tendance à donner priorité à des maximes non morales plutôt qu'à celles découlant de la loi morale.

## Postérité
Certains critiques arguent que le concept de mal radical n’étaye pas la théorie morale que Kant édifie dans ses ouvrages les plus célèbres. Loin de n’être qu’une excroissance ou une antilogie de la structure morale de Kant, le concept de mal radical la complète en mettant en évidence les défis inhérents à la nature humaine et en soulignant la nécessité d’un effort moral constant pour surmonter les inclinations égoïstes. Alors que la Critique de la raison pratique et les Fondements de la métaphysique des mœurs se donnent la tâche d'une disquisition sur l'établissement des conditions formelles permettant de déterminer la volonté à travers le principe objectif de la loi morale, La Religion dans les limites de la simple raison explore quant à elle les conditions qui rendent possibles les actions moralement mauvaises.
Dans Le Système totalitaire, troisième partie de l’ouvrage intitulé Les Origines du totalitarisme, Hannah Arendt aborde initialement la notion de mal radical telle qu'elle est développée par Kant, pour ensuite l’intégrer dans une perspective politique. De cette entreprise naquit le concept de « banalité du mal » dans Eichmann à Jérusalem,.
La relation entre le concept de mal radical chez Kant et celui de banalité du mal chez Arendt soulève des questions confluentes. Alors que Kant met l'accent sur la dimension universelle du mal dans la nature humaine, Arendt examine les manifestations du mal dans des situations particulières, en se concentrant notamment sur le cas d'Eichmann. Arendt soutient que le mal peut être perpétré par des individus ordinaires, souvent démunis de réflexion critique, de manière banale ; ce mal s’inscrit institutionnellement dans la mesure où il est inséparable d’un système « où tous les hommes sont […] devenus superflus ».

## Sources bibliographiques
- Emmanuel Kant, Sur le mal radical dans la nature humaine, 1792[a].

- Emmanuel Kant, La Religion dans les limites de la simple raison, 1793.